# Schleiderhof
Schleiderhof (Luxemburgs: Schleederhaff) is een lieu-dit in de Luxemburgse gemeente Nommern.

## Geografie
Schleiderhof ligt ongeveer een kilometer ten noordwesten van Cruchten, vlak bij de CR123, en ten oosten van de monding van de Mietschbach en de Alzette.

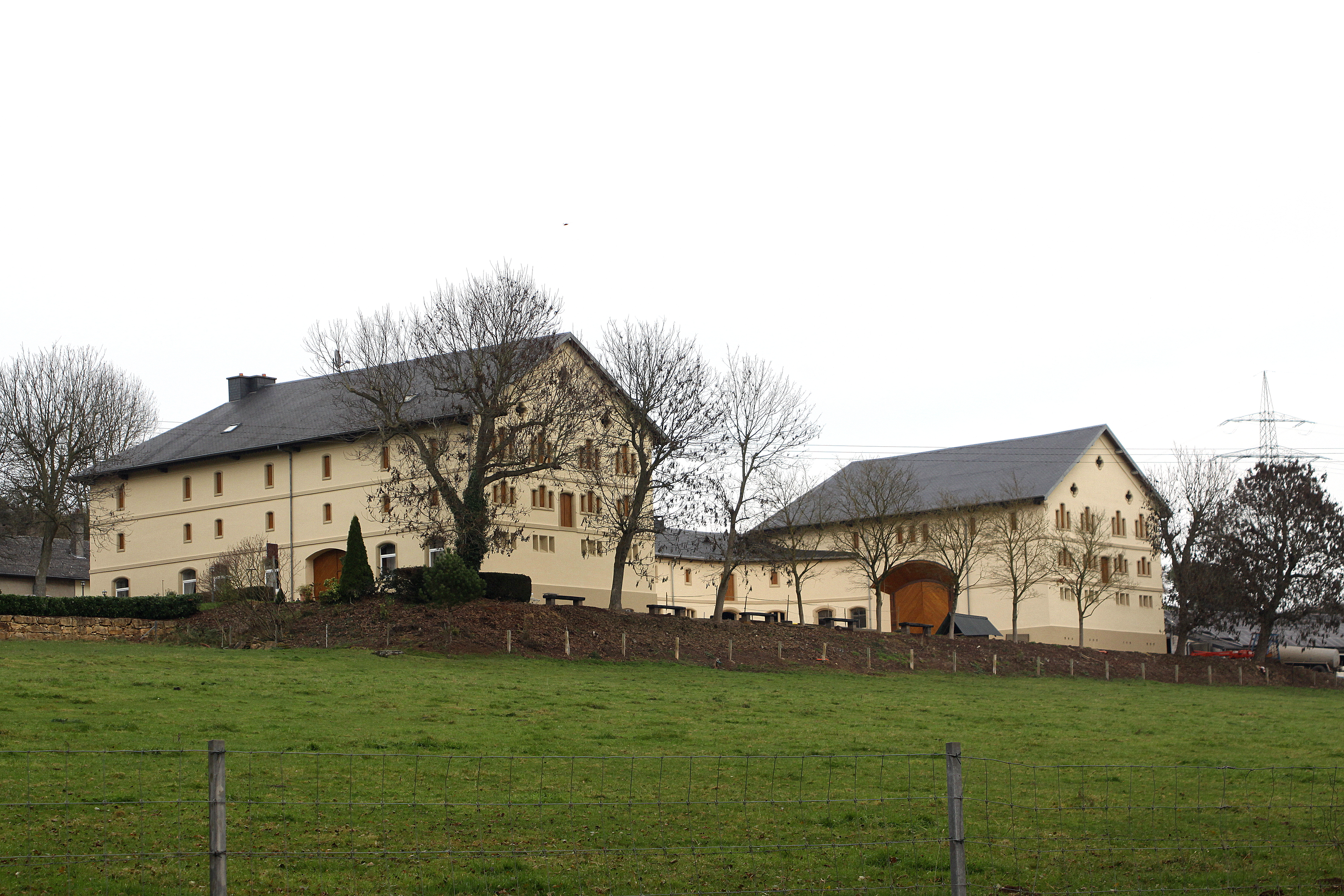
Schleiderhof in 2012

## Geboren
- Léon Lommel (1893-1978), bisschop van Luxemburg
- Joseph Lommel (1897-1964), CSV-politicus en lid van de Kamer van Afgevaardigden

Uertschaft: Cruchten · Nommern · Niederglabach · Oberglabach · Schrondweiler

Lieu-dit: Beisten · Bourghof · Kleinbourghof · Schleiderhof · Seylerhof

Luxemburgse gemeenten · Kanton Mersch · Luxemburg